# Molophilus lethe
Molophilus lethe är en tvåvingeart som beskrevs av Alexander 1969. Molophilus lethe ingår i släktet Molophilus och familjen småharkrankar. Inga underarter finns listade i Catalogue of Life.